# Wollerton Old Hall
Wollerton Old Hall je čtyř akrová zahrada v Shropshire v Anglii.

## Popis
Old Hall leží ve vesnici Wollerton na severovýchodě hrabství Shropshire.
V roce 1984 John a Lesley Jenkins vytvořili na ploše asi čtyř akrů (asi 1,6 ha) nové uspořádání a výsadbu v místech staré zahrady. Lesley v Old Hall vyrůstala, ale když byla v pubertě, rodiče dům prodali. Později se svým manželem Johnem dům opět koupili a mohli tak realizovat své zahradnické nápady.
Zahrada je známá svými oázami, popínavými rostlinami a růžemi. K propojení zahradních částí (pokojů), které mají svou osobitou atmosféru, je použito trvalek, ale je zde kus lesa s buky, duby a tisovými topiary. Středobodem zahrad je hrázděný dům z 16. století, pro veřejnost nepřístupný, a je chráněnou památkou stupeň II. Zahrada je přístupná veřejnosti a je na ni čajovna.
Některé části (pokoje) zahrady:

### Zahrada s potůčkem
Tato část s vodním kanálem lemovaným terakotovými květináči je rozdělena na dvě části s kopulemi topiar. Květináče jsou na jaře osázeny bílými tulipány a po jejich odkvětu hortenziemi. Tento pokoj připomíná malou holandskou vodní zahradu. V kanálu žijí čolci.

### Stará zahrada
Pokoj tvoří chodník mezi řadami portugalských vavřínů. I když se jí říká stará zahrada, je to nejnovější pokoj který byl založen v místě zimostrázů, které zničila choroba.

### Růžová zahrada se slunečními hodinami
Do tohoto pokoje se slunečními hodinami se vstupuje branou postavenou ve stylu Arts and Craft. Pokoj je osázen růžemi, plaménky, delfiniemi, cesmínami, v létě ranními jiřinami a na podzim astrami. V rohu stojí starý altán.

### Dlouhá cesta
Dlouhá pěšina lemována zastřiženými zimostrázy a klematisy vede z horní do dolní části zahrady. Kolem zimostrázů je živý plot z tisů.

### Studna
Střed tvoří studna kolem níž jsou umístěny čtvercové plochy do tvaru kříže a osázeny zastřiženými tisy.

### Lanhydrock
Tento pokoj je vytvořen jako pocta National Trust v Lanhydrock v Cornwall.

## Zajímavost
Podle této zahrady David H. C. Austin pojmenoval v roce 2011 růži Wollerton Old Hall, která se vyznačuje silnou vůní.

## Galerie

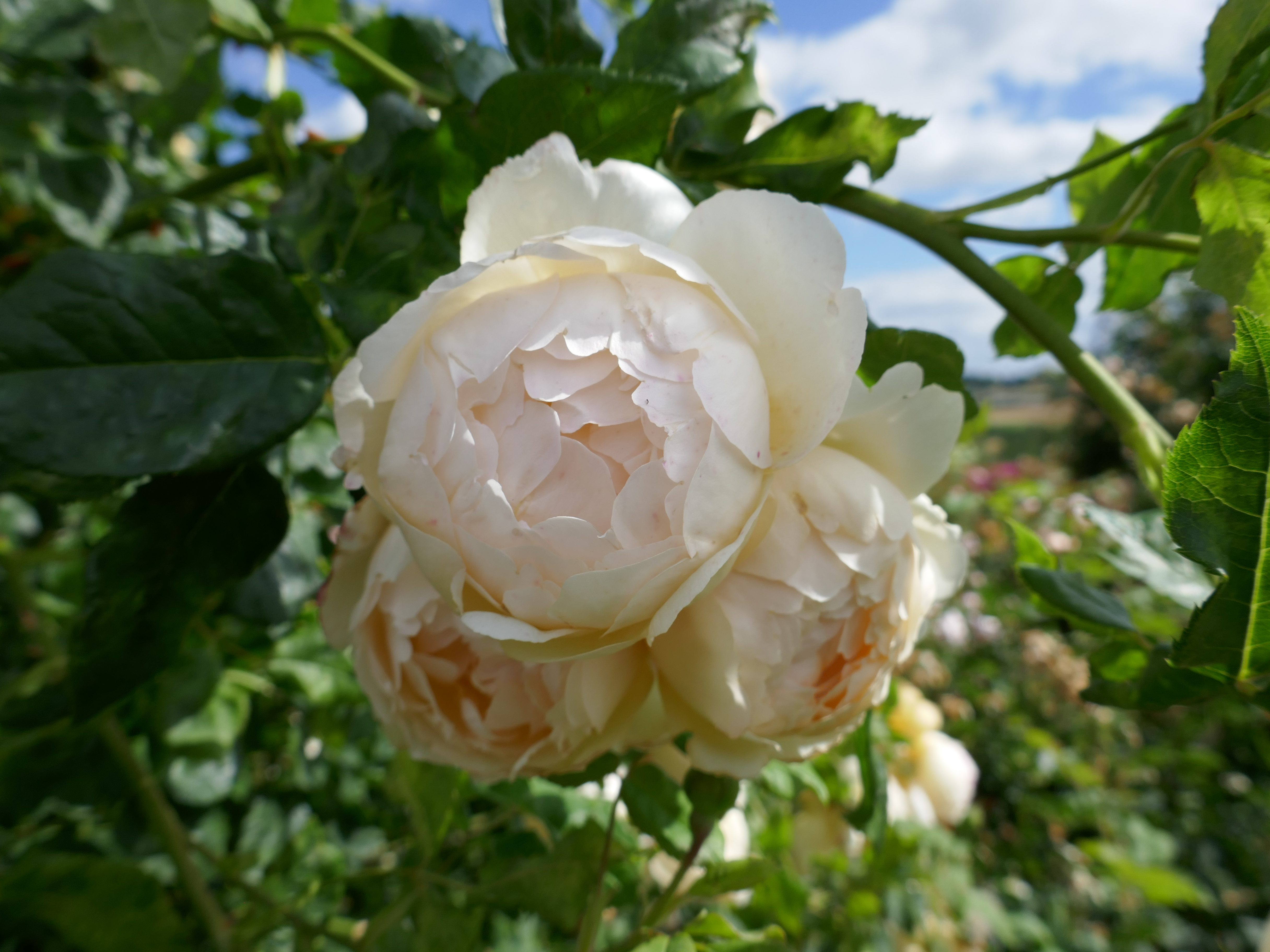
Růže Wollerton Old Hall
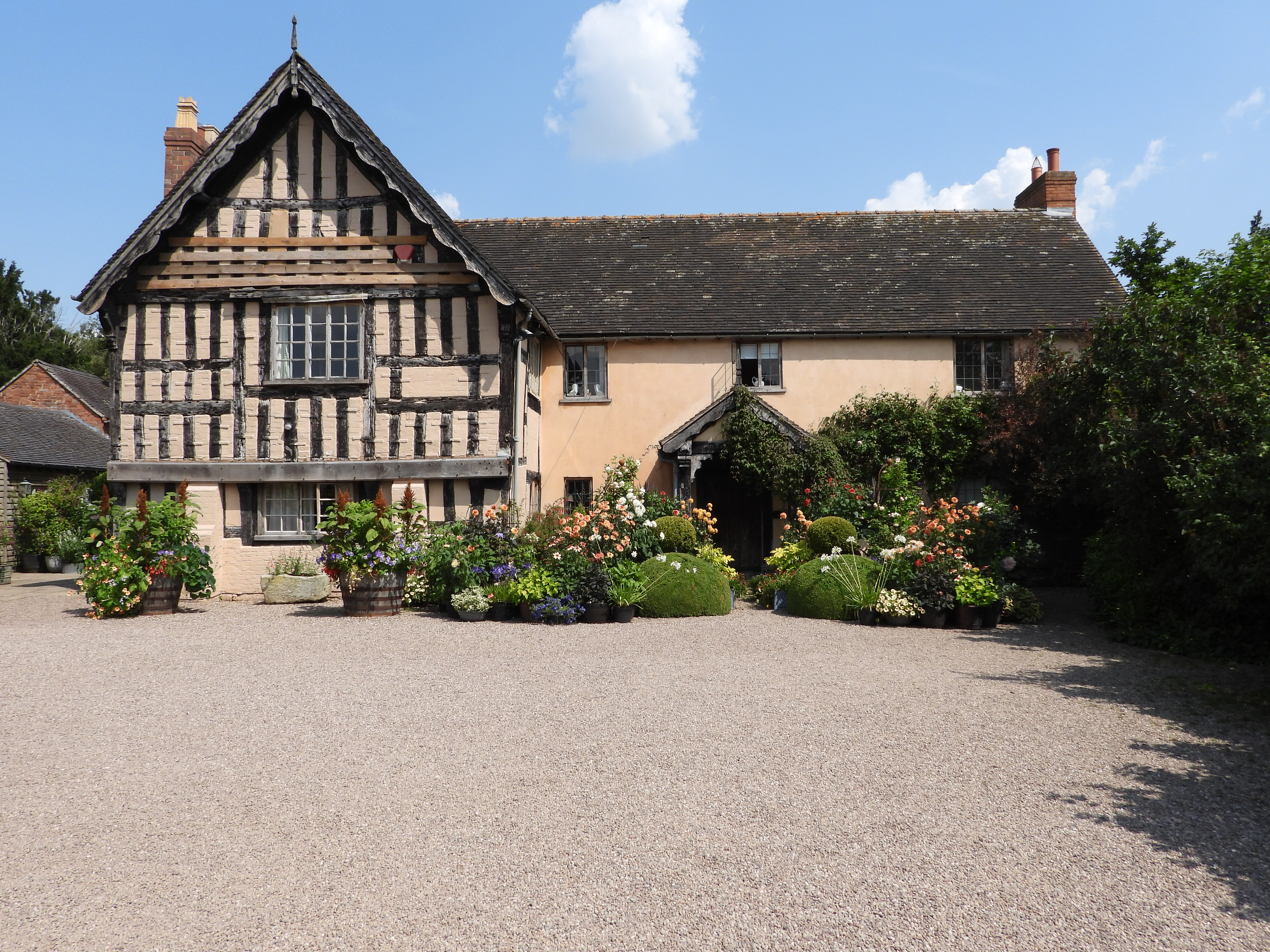
Old Hall, dům ze 16. století
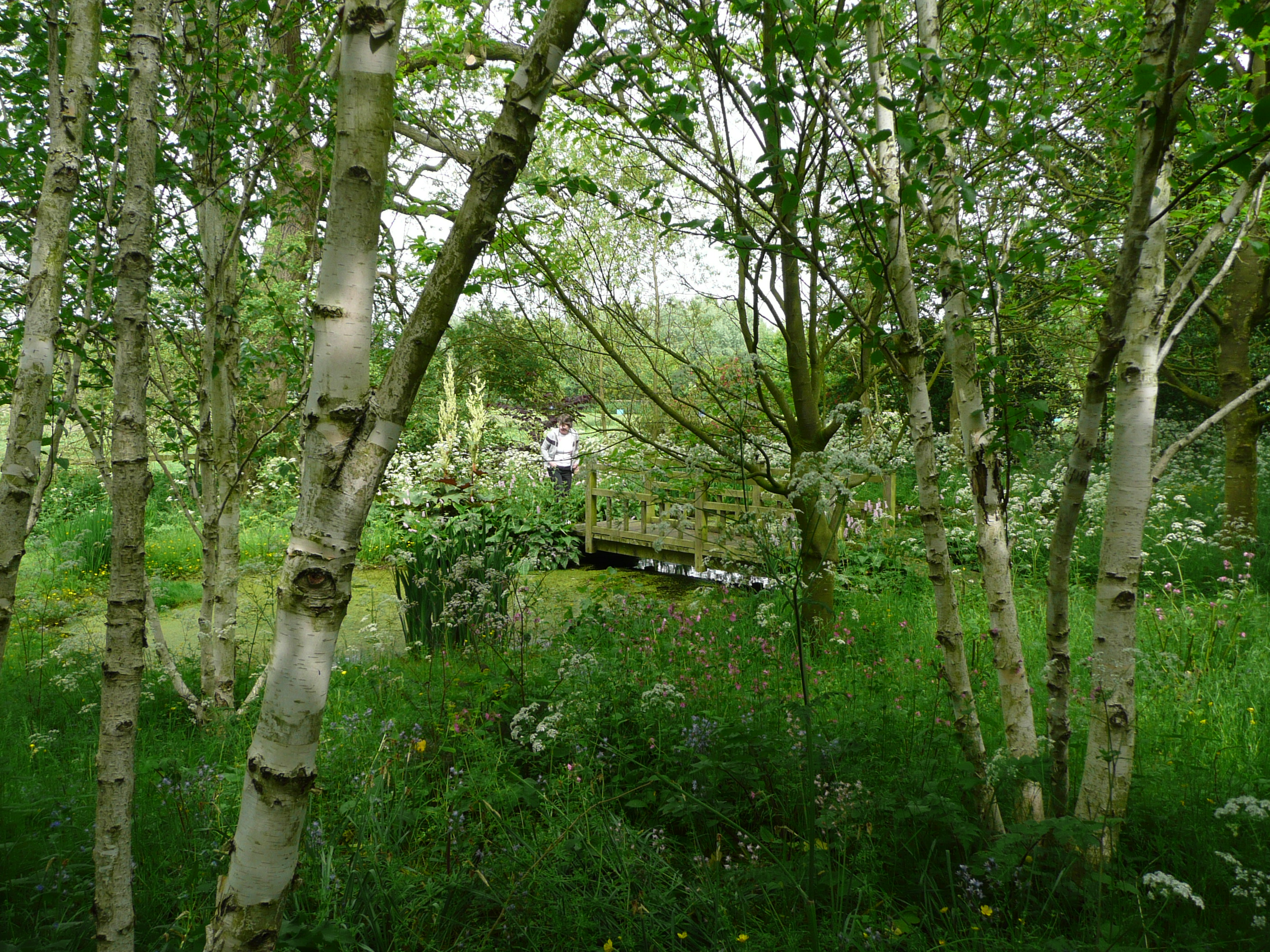
Les
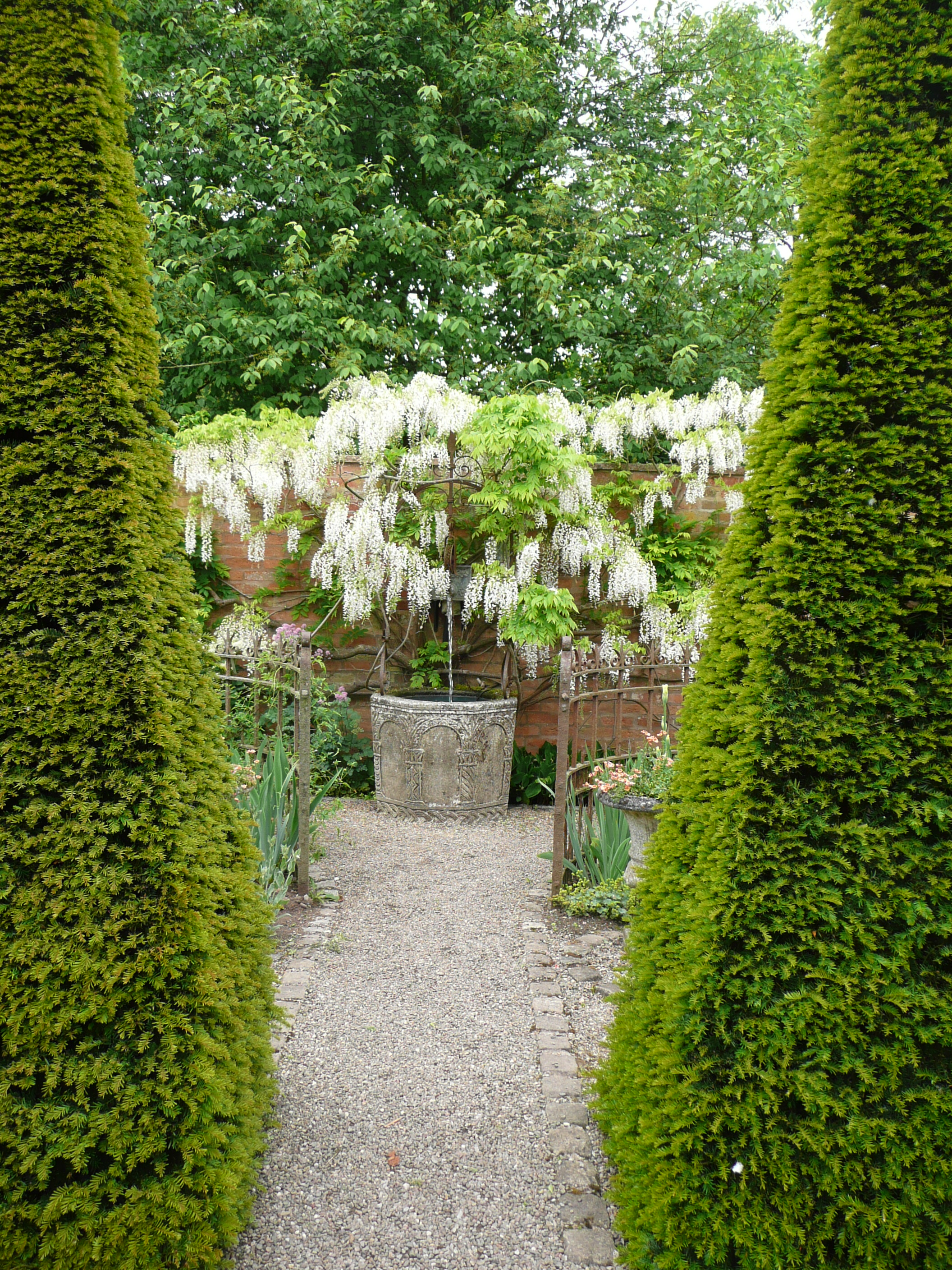
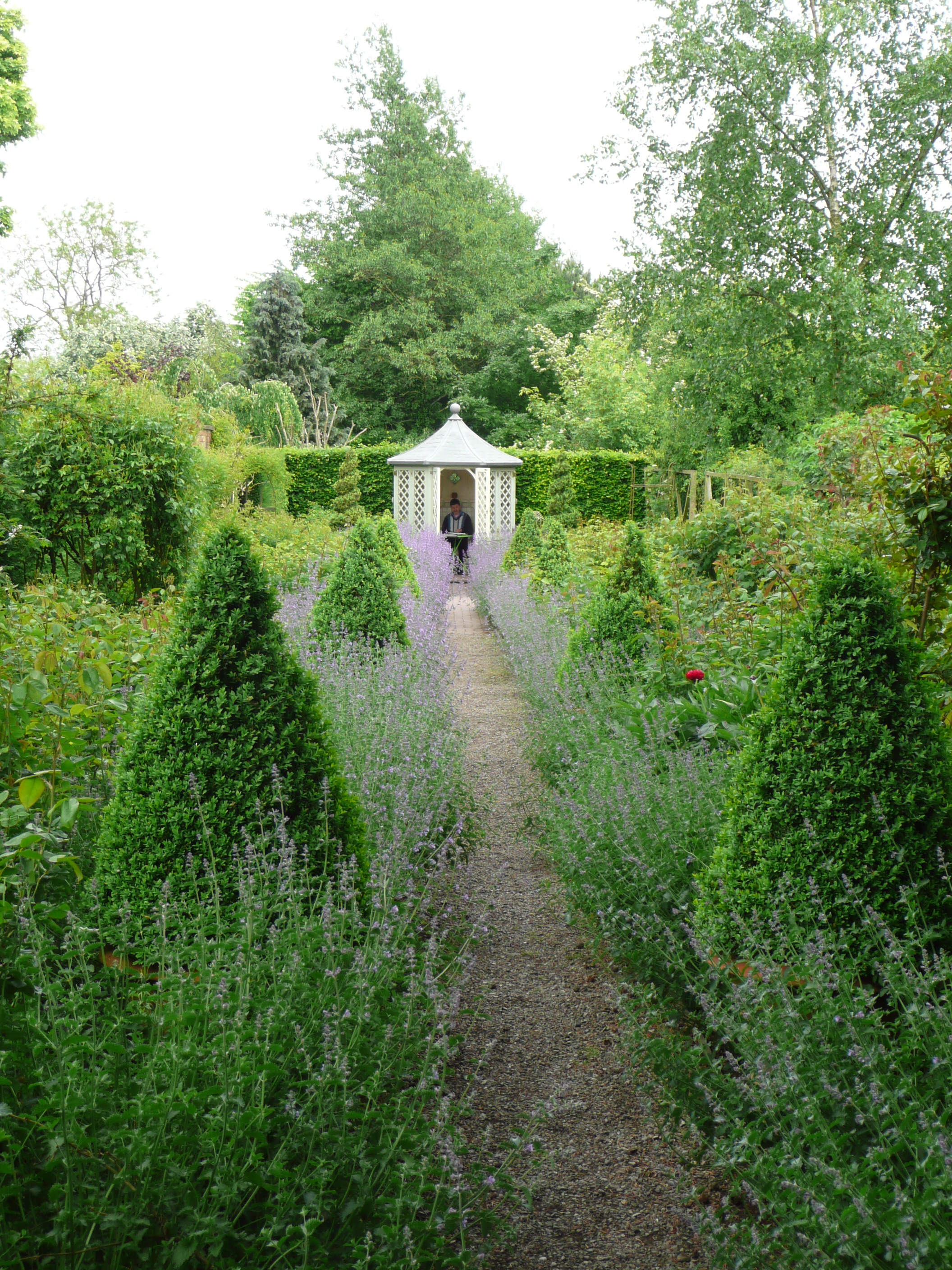
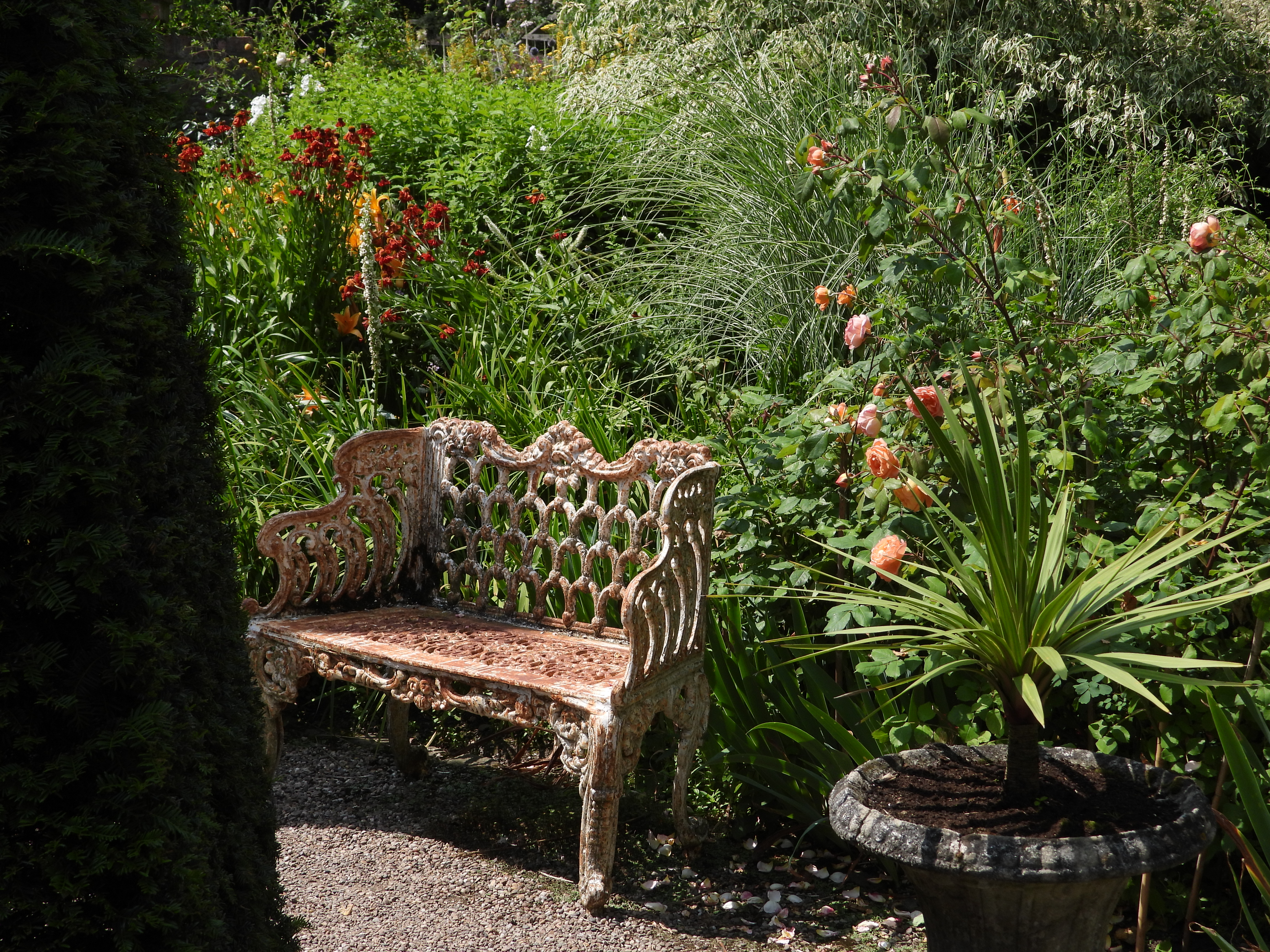